# Argyractis
Argyractis é um gênero de mariposa pertencente à família Crambidae.